# دوسر منتفخ
الدوسر المنتفخ (الاسم العلمي: Aegilops ventricosa) هي نوع نباتي يتبع جنس الدوسر من الفصيلة النجيلية. 

## الموئل والانتشار
موطنه بلاد الشام والقوقاز ومصر والمغرب العربي وبعض مناطق حوض البحر الأبيض المتوسط.

## مرادفات للاسم العلمي
- (باللاتينية: Gastropyrum ventricosum (Tausch) Á. Löve)
- (باللاتينية: Triticum ventricosum (Tausch) Ces.)
- (باللاتينية: Aegilops fragilis Parl.)